# La Légende des Strauss
La Légende des Strauss (The Strauss Family) est une série télévisée britannique en huit épisodes d'environ 60 minutes diffusée du 7 novembre au 19 décembre 1972 sur le réseau BBC.
En Belgique, elle a été diffusée à partir du 8 juillet 1973 à la RTB, en France à partir du 7 janvier 1974 sur la deuxième chaîne de l'ORTF, et au Québec à partir du 4 octobre 1974 à la Télévision de Radio-Canada dans Hors série.

## Synopsis
Cette série raconte l'histoire des compositeurs autrichiens Johann Strauss I et de son fils Johann Strauss II.

## Distribution
- Eric Woofe : Johann Strauss I
- Stuart Wilson : Johann Strauss II
- Nikolas Simmonds : Josef Strauss
- Tony Anholt : Eduard Strauss
- Anne Stallybrass (en) : Anna Strauss
- Barbara Ferris (en) : Émilie Trampusch
- Derek Jacobi : Josef Lanner
- Jane Seymour : Karoline
- Max Latimer : Reichmann
- Garry Miller : Edi
- Lynn Farleigh : Adèle Deutsch
- Candace Glendenning : Rosa
- Ania Marson : Olga Smithitska
- Geoffrey Bayldon : Schlumberger
- Michael Bryant : L'empereur François-Joseph

## Épisodes
1. Anna
2. Émilie
3. Schanni
4. Revolution
5. Josef
6. Hetti
7. Lili
8. Adele